# Гордон Дьюрі
Гордон Дьюрі (англ. Gordon Durie, * 6 грудня 1965, Пейслі) — шотландський футболіст, нападник.

## Клубна кар'єра
У дорослому футболі дебютував 1981 року виступами за команду клубу «Іст Файф», в якій провів три сезони, взявши участь у 81 матчі чемпіонату. 
Протягом 1984—1986 років захищав кольори команди единбурзького клубу «Гіберніан».
Своєю грою за останню команду привернув увагу представників тренерського штабу лондонського «Челсі», до складу якого приєднався 1986 року. Відіграв за лондонський клуб наступні п'ять сезонів своєї ігрової кар'єри. Більшість часу, проведеного у складі «Челсі», був основним гравцем атакувальної ланки команди. У складі «Челсі» був одним з головних бомбардирів команди, маючи середню результативність на рівні 0,41 голу за гру першості.
Протягом 1991—1993 років захищав кольори команди іншого лондонського клубу «Тоттенхем Хотспур».
1993 року уклав контракт з клубом «Глазго Рейнджерс», у складі якого провів наступні сім років своєї кар'єри гравця.  В новому клубі був серед найкращих голеодорів, відзначаючись забитим голом в середньому щонайменше у кожній третій грі чемпіонату. За ці роки шість разів виборював титул чемпіона Шотландії
Завершив професійну ігрову кар'єру в Единбурзі, у клубі «Хартс», за команду якого виступав протягом 2000—2001 років.

## Виступи за збірну
1987 року дебютував в офіційних матчах у складі національної збірної Шотландії. Протягом кар'єри у національній команді, яка тривала 12 років, провів у формі головної команди країни 43 матчі, забивши 7 голів. 
У складі збірної був учасником чемпіонату світу 1990 року в Італії, чемпіонату Європи 1992 року у Швеції, а також чемпіонату світу 1998 року у Франції.

## Титули і досягнення
- Володар Суперкубка Англії з футболу (1):

«Тоттенхем Хотспур»:  1991
- Чемпіон Шотландії (6):

«Рейнджерс»:  1993–94, 1994–95, 1995–96, 1996–97, 1998–99, 1999–00
- Володар Кубка Шотландії (3):

«Рейнджерс»:  1995–96, 1998–99, 1999–00
- Володар Кубка шотландської ліги (3):

«Рейнджерс»:  1993–94, 1996–97, 1998–99